# A böjt megtörésének ünnepe

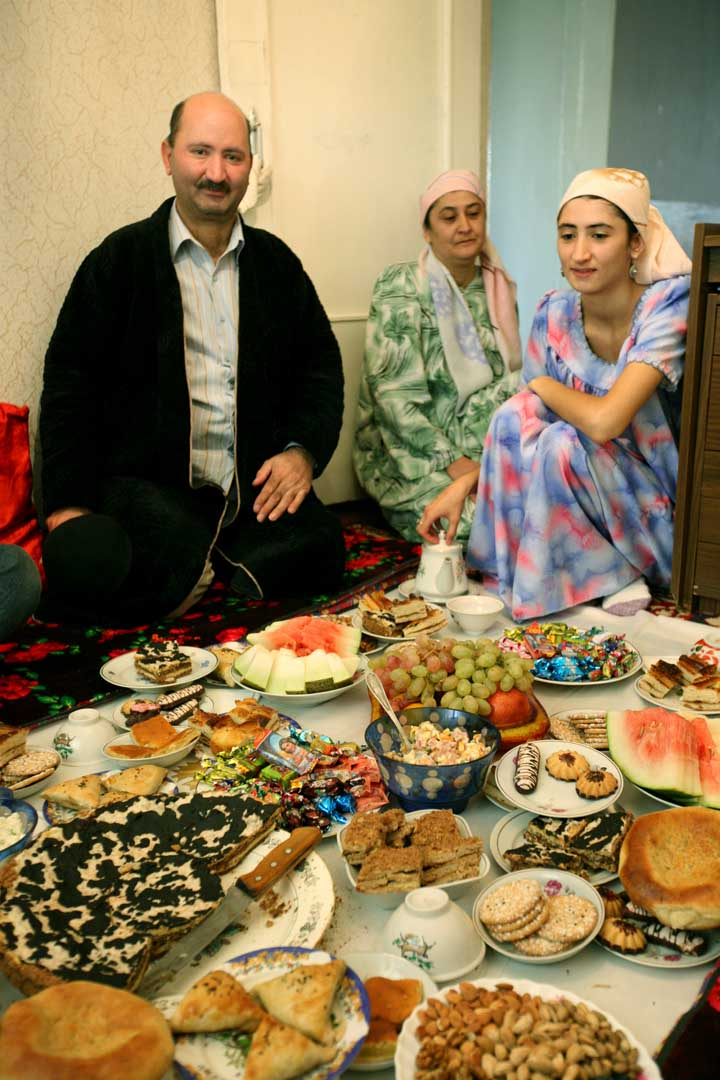
A böjt megtörésének ünnepe Tádzsikisztánban

A böjt megtörésének ünnepe, (arabul: Íd al-fitr, törökül: şeker bayramı („cukorünnep”), az iszlám világban meghatározó nap, ugyanis a ramadán végét jelenti, amely a Ramadánt követő Savvál hónap első három napjára esik. Ezen a napon nagy lakomákat rendeznek, Törökországban például szokás ilyenkor édességet ajándékozni egymásnak.

## Az ünnep jellegzetességei
Az iszlám holdnaptár szerint akkor végződik a ramadán, amikor a Hold teljesen eltűnik. Amikor ez megtörténik, elkezdődik a böjt megtörésének ünnepe, melynek jellegzetessége az ünnepi khutba (szentbeszéd, mint pénteken), az ima előtt 7 takbír (Allahu akbar), és a közös étkezések (gyakran a mecsetekben tálalják fel az ételt). Ez az ünnep az áldozati ünneppel együtt a muszlimok számára olyan jelentőségű, mint a keresztényeknek a húsvét és a karácsony.

### A böjt megtörése ünnepének dátumai

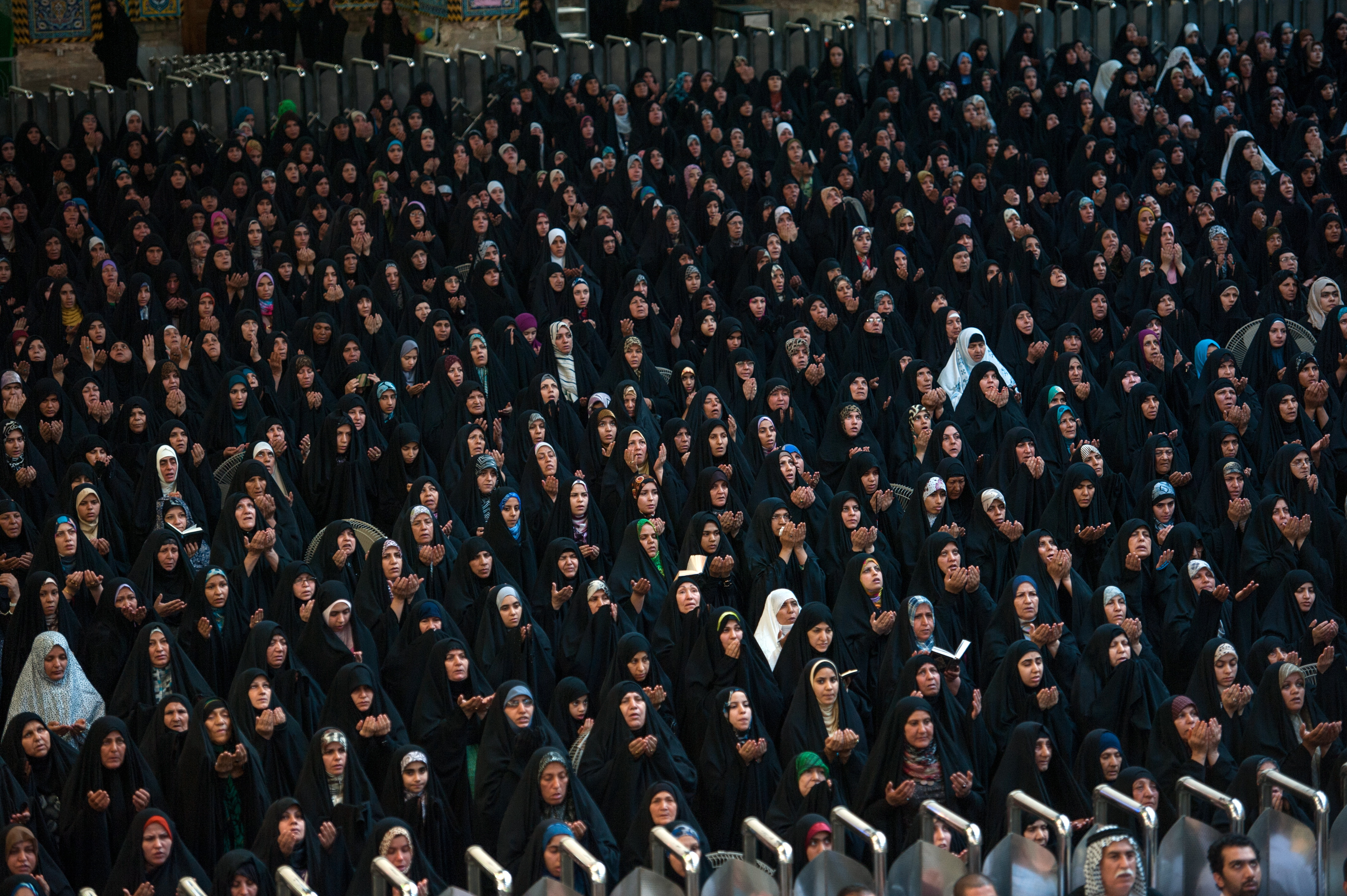
Hívő muszlim nők imádkoznak az Íd al-fitr napján, 2014-ben, Nedzsefben, az Ali Imám-mecsetben

„A böjt azon a napon van, amikor böjtöltök, és a böjt megtörésének napja pedig, amikor megtöritek azt. Az áldozati nap pedig az, amikor áldozatot mutattok be.”

– at-Tirmidhi

- 1985. június 20.
- 1986. június 9.
- 1987. május 29.
- 1988. május 17.
- 1989. május 7.
- 1990. április 26.
- 1991. április 16
- 1992. április 5.
- 1993. március 25.
- 1994. március 14.
- 1995. március 3.
- 1996. február 20.
- 1997. február 9.
- 1998. január 30.
- 1999. január 19.
- 2000. január 8.
- 2000. december 27.
- 2001. december 16.
- 2002. december 6.
- 2003. november 25.
- 2004. november 14.
- 2005. november 3.
- 2006. október 24.
- 2007. október 13.
- 2008. október 1.
- 2009. szeptember 20.
- 2010. szeptember 10.
- 2011. augusztus 30.
- 2012. augusztus 19.
- 2013. augusztus 8.
- 2014. július 28.[2]
- 2015. július 17.
- 2016. július 6.
- 2017. június 25.
- 2018. június 15.[3][4][5]
- 2019. június 5.
- 2020. május 24.
- 2021. május 13.
- 2022. május 2.
- 2023. április 21.
- 2024. április 10.
- 2025. március 31.
- 2026. március 20.
- 2027. március 10.
- 2028. február 27.
- 2029. február 15.
- 2030. február 4.